# Cho Min-sun
Cho Min-sun (in hangŭl: 조민선; 21 marzo 1972) è un'ex judoka sudcoreana.

## Palmarès

### Olimpiadi
- 2 medaglie:
  - 1 oro (Atlanta 1996 nei -66 kg)
  - 1 bronzo (Sydney 2000 nei -70 kg)

### Mondiali
- 4 medaglie:
  - 2 ori (Hamilton 1993 nei -66 kg; Chiba 1995 nei -66 kg)
  - 2 bronzi (Belgrado 1989 nei -52 kg; Parigi 1997 nei -66 kg)

### Universiadi
- 1 medaglia:
  - 1 oro (Fukuoka 1995 nei -66 kg)

### Giochi asiatici
- 1 medaglia:
  - 1 argento (Hiroshima 1994 nei -66 kg)

### Campionati asiatici
- 3 medaglie:
  - 1 oro (Macao 1993 nei -66 kg)
  - 2 bronzi (Macao 1995 nei -66 kg; Macao 1995 nei -52 kg)